# Derrick McKey
Derrick Wayne McKey (Meridian, 10 ottobre 1966) è un ex cestista statunitense, professionista nella NBA.

## Carriera
È stato selezionato dai Seattle SuperSonics al primo giro del Draft NBA 1987 (9ª scelta assoluta).
Con gli Stati Uniti ha disputato i Campionati mondiali del 1986.

## Statistiche

### College
| Anno      | Squadra            | PG | PT | MP   | TC%  | 3P%  | TL%  | RP  | AP  | PRP | SP  | PP   |
| --------- | ------------------ | -- | -- | ---- | ---- | ---- | ---- | --- | --- | --- | --- | ---- |
| 1984-1985 | Alabama Crim. Tide | 33 | 11 | 22,1 | 47,7 | -    | 60,6 | 4,1 | 1,3 | 0,4 | 1,1 | 5,1  |
| 1985-1986 | Alabama Crim. Tide | 33 | 33 | 33,8 | 63,6 | -    | 78,6 | 7,9 | 0,9 | 0,5 | 2,3 | 13,6 |
| 1986-1987 | Alabama Crim. Tide | 33 | 33 | 36,3 | 58,1 | 42,0 | 86,2 | 7,5 | 1,8 | 1,4 | 2,3 | 18,6 |
| Carriera  | Carriera           | 99 | 77 | 30,7 | 58,0 | 42,0 | 79,7 | 6,5 | 1,3 | 0,7 | 1,9 | 12,4 |

### NBA

#### Regular season
| Anno      | Squadra            | PG  | PT  | MP   | TC%  | 3P%  | TL%  | RP  | AP  | PRP | SP  | PP   |
| --------- | ------------------ | --- | --- | ---- | ---- | ---- | ---- | --- | --- | --- | --- | ---- |
| 1987-1988 | Seattle S.Sonics   | 82  | 4   | 20,8 | 49,1 | 36,7 | 77,2 | 4,0 | 1,3 | 0,9 | 0,8 | 8,5  |
| 1988-1989 | Seattle S.Sonics   | 82  | 82  | 34,2 | 50,2 | 33,7 | 80,3 | 5,7 | 2,7 | 1,3 | 0,9 | 15,9 |
| 1989-1990 | Seattle S.Sonics   | 80  | 80  | 34,4 | 49,3 | 13,0 | 78,2 | 6,1 | 2,3 | 1,1 | 1,0 | 15,7 |
| 1990-1991 | Seattle S.Sonics   | 73  | 55  | 34,3 | 51,7 | 21,1 | 84,5 | 5,8 | 2,3 | 1,2 | 0,8 | 15,3 |
| 1991-1992 | Seattle S.Sonics   | 52  | 44  | 33,8 | 47,2 | 38,0 | 84,7 | 5,2 | 2,3 | 1,2 | 0,9 | 14,9 |
| 1992-1993 | Seattle S.Sonics   | 77  | 68  | 31,7 | 49,6 | 35,7 | 74,1 | 4,2 | 2,6 | 1,4 | 0,8 | 13,4 |
| 1993-1994 | Indiana Pacers     | 76  | 76  | 34,4 | 50,0 | 29,0 | 75,6 | 5,3 | 4,3 | 1,5 | 0,6 | 12,0 |
| 1994-1995 | Indiana Pacers     | 81  | 81  | 34,6 | 49,3 | 36,0 | 77,4 | 4,9 | 3,4 | 1,5 | 0,6 | 13,3 |
| 1995-1996 | Indiana Pacers     | 75  | 75  | 32,5 | 48,6 | 25,0 | 76,9 | 4,8 | 3,5 | 1,1 | 0,6 | 11,7 |
| 1996-1997 | Indiana Pacers     | 50  | 49  | 29,0 | 39,1 | 25,9 | 72,4 | 4,8 | 2,7 | 0,9 | 0,6 | 8,0  |
| 1997-1998 | Indiana Pacers     | 57  | 4   | 23,1 | 45,9 | 23,5 | 71,4 | 3,7 | 1,5 | 1,0 | 0,5 | 6,3  |
| 1998-1999 | Indiana Pacers     | 13  | 0   | 18,8 | 44,2 | 0,0  | 82,4 | 3,2 | 1,0 | 0,9 | 0,3 | 4,6  |
| 1999-2000 | Indiana Pacers     | 32  | 0   | 19,8 | 39,8 | 43,5 | 76,8 | 4,2 | 1,1 | 0,9 | 0,4 | 4,3  |
| 2000-2001 | Indiana Pacers     | 66  | 20  | 15,0 | 44,1 | 20,0 | 77,8 | 2,7 | 1,1 | 0,7 | 0,2 | 2,2  |
| 2001-2002 | Philadelphia 76ers | 41  | 1   | 19,1 | 42,6 | 41,7 | 71,4 | 3,1 | 1,1 | 1,0 | 0,1 | 2,9  |
| Carriera  | Carriera           | 937 | 639 | 29,1 | 48,6 | 31,6 | 77,9 | 4,7 | 2,4 | 1,1 | 0,7 | 11,0 |

#### Play-off
| Anno     | Squadra            | PG  | PT | MP   | TC%  | 3P%  | TL%  | RP  | AP  | PRP | SP  | PP   |
| -------- | ------------------ | --- | -- | ---- | ---- | ---- | ---- | --- | --- | --- | --- | ---- |
| 1988     | Seattle S.Sonics   | 5   | 0  | 21,8 | 63,2 | 33,3 | 58,8 | 4,0 | 1,6 | 0,6 | 1,0 | 12,0 |
| 1989     | Seattle S.Sonics   | 8   | 8  | 35,8 | 49,4 | 11,1 | 81,0 | 6,5 | 2,3 | 0,8 | 1,9 | 13,3 |
| 1991     | Seattle S.Sonics   | 4   | 0  | 28,5 | 57,1 | 0,0  | 54,5 | 5,8 | 2,0 | 0,8 | 0,0 | 9,5  |
| 1992     | Seattle S.Sonics   | 9   | 9  | 35,0 | 52,5 | 31,3 | 84,4 | 4,9 | 2,7 | 0,8 | 1,3 | 16,3 |
| 1993     | Seattle S.Sonics   | 19  | 17 | 34,1 | 52,5 | 40,0 | 66,7 | 5,2 | 3,7 | 0,6 | 0,9 | 11,3 |
| 1994     | Indiana Pacers     | 16  | 16 | 36,7 | 40,8 | 33,3 | 66,0 | 6,1 | 4,2 | 1,6 | 0,6 | 9,7  |
| 1995     | Indiana Pacers     | 17  | 17 | 34,8 | 43,7 | 31,4 | 87,1 | 4,8 | 3,8 | 1,0 | 0,6 | 12,8 |
| 1996     | Indiana Pacers     | 5   | 5  | 36,0 | 42,1 | 41,7 | 84,6 | 6,6 | 2,0 | 1,4 | 0,2 | 12,8 |
| 1998     | Indiana Pacers     | 15  | 0  | 18,9 | 33,3 | 30,0 | 78,3 | 2,7 | 0,7 | 0,6 | 0,5 | 4,5  |
| 1999     | Indiana Pacers     | 13  | 0  | 18,8 | 37,5 | 0,0  | 65,4 | 3,3 | 1,5 | 0,9 | 0,3 | 3,6  |
| 2000     | Indiana Pacers     | 23  | 0  | 15,3 | 46,9 | 16,7 | 80,0 | 3,4 | 0,6 | 0,3 | 0,2 | 2,0  |
| 2001     | Indiana Pacers     | 4   | 0  | 8,8  | 40,0 | 100  | 50,0 | 2,3 | 1,0 | 0,3 | 0,0 | 1,5  |
| 2002     | Philadelphia 76ers | 4   | 0  | 10,0 | 50,0 | -    | -    | 1,5 | 0,3 | 0,3 | 0,5 | 2,0  |
| Carriera | Carriera           | 142 | 72 | 26,7 | 46,4 | 30,2 | 74,4 | 4,4 | 2,2 | 0,8 | 0,6 | 8,3  |

## Palmarès
- NCAA AP All-America Third Team (1987)
- NBA All-Rookie First Team (1988)
- 2 volte NBA All-Defensive Second Team (1995, 1996)